# Jason Dawe

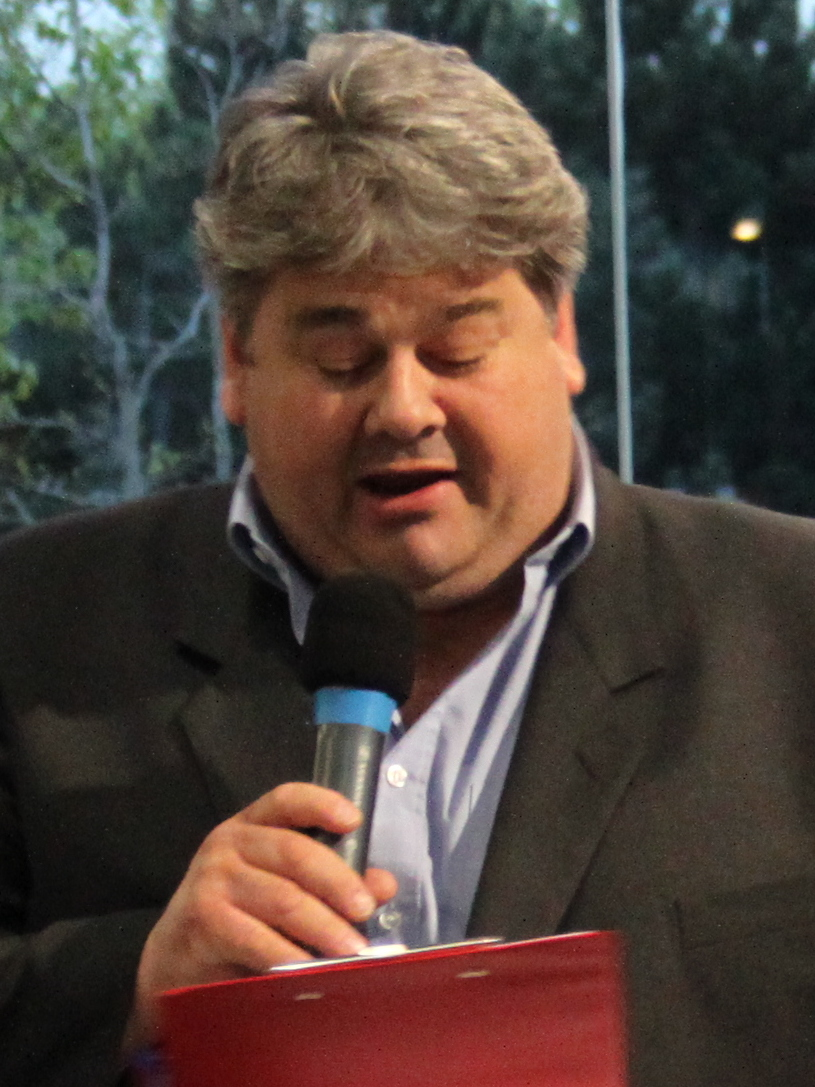
Jason Dawe

Jason Dawe is een Brits motorjournalist en televisiepresentator.

## Levensloop
Dawe is geboren en getogen in Cornwall, Engeland. Hij werkte in een autohandel en als opleider in de automobielindustrie. Dawe werd in 2002 presentator voor het autoprogramma Top Gear, samen met Richard Hammond en Jeremy Clarkson. Na één seizoen werd hij vervangen door James May.
Hij heeft gepresenteerd en is gast geweest bij tv- en radioprogramma's zoals de Used Car ITV's Roadshow, Watchdog en The Morning Show.
Dawe is nu columnist voor de auto/motorsectie van The Sunday Times.